# Uniwersytet Południowej Afryki
Uniwersytet Południowej Afryki (ang. University of South Africa) – południowoafrykańska uczelnia publiczna z siedzibą w Pretorii. Uniwersytet powstał w 1873 roku. Realizuje edukację na odległość.